# سيمونا أمانار
سيمونا أمانار (Simona Amânar) هي لاعبة أولمبية لرياضة الجمباز من رومانيا. شاركت في الأولمبياد الصيفي في 1996–2000، وفازت بما مجموعه 7 ميداليات.

## الميداليات
| ذهب | فضة | برونز | المجموع |
| 3   | 1   | 3     | 7       |

## روابط خارجية
- سيمونا أمانار على موقع IMDb (الإنجليزية)
- سيمونا أمانار على موقع الاتحاد الدولي للجمباز (licence) (الإنجليزية)
- سيمونا أمانار على موقع الاتحاد الدولي للجمباز (biography) (الإنجليزية)
- سيمونا أمانار على موقع اللجنة الأولمبية الدولية (الإنجليزية)
- سيمونا أمانار على موقع أوليمبيديا (الإنجليزية)
- سيمونا أمانار على موقع اللجنة الأولمبية الرومانية (الرومانية)